# Маной
Маной (Маноах) (ивр. מָנוֹחַ ‎ — спокойный) — персонаж Ветхого Завета, отец Самсона. 
Упоминается в Суд. 13:1—23 и 14:2—4.

## Сюжет
Согласно Библии — родился в городе Цора. Из колена Данова. Женился на бесплодной женщине, известной как жена Маноя. Её имя не упоминается, но, согласно еврейской традиции, её звали Цлелпонит / Хацлелпони.
Однажды жена передала мужу, что «Божий человек» предсказал ей рождение сына, и предписал ей не пить во время беременности крепких напитков и не есть ничего ритуально-нечистого, так как сын её должен быть посвящён Богу на всю жизнь. Посланец Бога явился повторно после молитв Маноя, и повторил сказанное ранее его жене. Не зная, что перед ним ангел, Маной предложил ему угощения, но гость отказался и сказал, чтобы Маной принёс жертву всесожжения. После принесения жертв гость исчез в пламени, и Маной понял, что это был ангел. 
Жена Маноя действительно родила ему сына, названного Самсоном. Кроме Самсона, у них были и другие сыновья. Могила Mаноя находилась между городами Цорой и Эштаолом.
Маной и его жена пытались отговаривать Самсона жениться на филистимлянке, но когда им это не удалось, поехали с ним в Тимну.